# Wait for a Minute
 (décembre 2016).
Si vous disposez d'ouvrages ou d'articles de référence ou si vous connaissez des sites web de qualité traitant du thème abordé ici, merci de compléter l'article en donnant les références utiles à sa vérifiabilité et en les liant à la section « Notes et références ».
Singles par Tyga
Show You
(2013) Iz You Down
(2013)
Singles par Justin Bieber
Hold Tight
(2013) Recovery
(2013)
Wait for a Minute est une chanson du rappeur américain Tyga en collaboration avec le chanteur canadien Justin Bieber. La chanson est sorti comme étant le premier single du prochain album de Tyga, The Gold Album: 18th Dynasty(2014). La chanson a été réalisée et produite par Maejor Ali. La chanson est sortie sur ITunes le 22 octobre 2013.

## Sortie du Single
"Il est dans cette période de transition", a déclaré Tyga à propos de son collaborateur. "Je me suis sentis comme quand moi et Chris Brown avait réalisé "Deuces", c'était comme ce moment. J'ai senti que cette chanson était un grand moment pour nous deux". La chanson est produite par Maejor Ali et a été créée le 21 octobre 2013. Le single est ensuite sorti en téléchargement numérique le 22 octobre 2013. Le 29 octobre 2013, il a été diffusé à la Rhythmic contemporary aux États-Unis.

## Activité commerciale
La chanson s'est vendue à plus de 68 000 téléchargements sur Itunes durant la première semaine aux États-Unis selon le magazine Billboard Biz et Nielsen SoundScan.

## Clip vidéo
Le clip a été tourné le 14 novembre 2013, à Long Beach, en Californie. Tyga a expliqué qu'il y avait un concept derrière cette vidéo spéciale. "C'est un vrai Matrix. Nous sommes dans un temps qui se gèle et de commutation des mondes différents à essayer de s'éloigner de certaines choses le négatif qui vient avec le mode de vie. La vidéo a été dévoilée en avant-première sur Access Hollywood le 19 décembre 2013 et est sorti sur VEVO ainsi que sur la chaîne YouTube de Tyga, dirigée par Krista Liney